# Elisabeth Vogelheim
Elisabeth Vogelheim (geboren 1952) ist eine deutsche Volkswirtin. Sie war Gewerkschaftsfunktionärin bei der IG Metall und der Gewerkschaft Öffentliche Dienste, Transport und Verkehr (ÖTV). Später war sie für unterschiedliche Betriebe des Volkswagenkonzerns tätig im Personalmanagement, als Frauenbeauftragte und Leiterin des Konzernvorstandsbüros. In beiden Welten hat sie sich für die Belange der Frauen eingesetzt. Von 1987 bis 2019 war sie Mitglied des Staatsgerichtshofs des Landes Hessen.

## Leben

### Ausbildung und beruflicher Werdegang
Vogelheim studierte Volkswirtschaft und schloss mit dem Diplom ab. Sie ist SPD-Mitglied und engagiert sich seit 1979 in der Arbeitsgemeinschaft sozialdemokratischer Frauen (ASF).
Vogelheim war zunächst Angestellte im Öffentlichen Dienst, bis sie in die IG Metall wechselte und dort Abteilungsleiterin für Frauenpolitik wurde. Von 1995 an war Vogelheim Mitglied der Bildungskommission NRW als Vertreterin der IG Metall Frankfurt am Main. Im Juli 1998 hielt Vogelheim auf einer internationalen lesbisch-schwulen Gewerkschaftskonferenz, die parallel zu den Gay Games in Amsterdam stattfand, das Eröffnungsreferat für den ÖTV-Hauptvorstand.
Schließlich wechselte Vogelheim das tarifpolitische Lager. Sie wurde Personalchefin und Leiterin Personalmanagement der VW Autostadt GmbH in Wolfsburg und später Leiterin für Frauenförderung der Volkswagen AG Wolfsburg und 2010 Frauenbeauftragte im VW-Werk Wolfsburg. 2014 war Vogelheim Personalleiterin bei Skoda Auto Deutschland und zuletzt Leiterin des Konzernvorstandsbüros der Volkswagen AG.

### Staatsgerichtshof des Landes Hessen
Am 25. August 1987 wurde Vogelheim erstmals auf Vorschlag der SPD-Fraktion vom Hessischen Landtag zum stellvertretenden nicht richterlichen Mitglied des Staatsgerichtshofs des Landes Hessen gewählt. Dies geschah weitere neun Mal bis ihre letzte Amtszeit am 2. April 2019 endete.

### Lebensthema „Gleichstellung von Frauen“
Zeit ihres politischen und beruflichen Lebens engagierte sich Vogelheim für die Gleichstellung von Frauen und Männern in Aus-, Weiterbildung und der Arbeitswelt.
1989 saß Vogelheim in ihrer Eigenschaft als Frauensekretärin der IG Metall in der Programmkommission für das Grundsatzprogramm der SPD und arbeitete am sogenannten „Frauenkapitel“ mit. Sie brachte die Position ein, dass Arbeitszeitverkürzung eine grundlegende Voraussetzung ist für das Aufbrechen der traditionellen geschlechtsspezifischen Arbeitsteilung. Dennoch ist sie – gemäß eigener Aussage – peinlich berührt über die „katholisch“ anmutende Familienidylle, die in dem Grundsatzprogramm als Ideal niedergeschrieben wird.
1998 wurde von der damaligen rot-grünen Bundesregierung ein Bündnis für Arbeit, Ausbildung und Wettbewerbsfähigkeit etabliert. Die Hans-Böckler-Stiftung hat dazu 2000 Equality-Arbeitsgruppen geschaffen, die das Manko ausgleichen sollten, dass Fraueninteressen im Rahmen des Bündnisses kaum Berücksichtigung fanden. Daraus resultiert ein Schwerpunktheft mit dem Titel „Bündnis für (Frauen)Arbeit – Bestandsaufnahme und neue Ideen“. Vogelheim arbeitete darin die gleichstellungspolitischen Mängel des Bündnisses heraus und bringt die Maßnahmen Gender Audit und Gender Task Force ins Gespräch.
1999 machte Vogelheim den Vorschlag, auf gewerkschaftliche Frauenstrukturen zu verzichten, also die Frauenausschüsse, Frauensekretarinnen und eigene Finanzmittel abzuschaffen, damit Frauen an allen gewerkschaftlichen Themen gleichberechtigt teilnehmen können und nicht nur auf das Frausein reduziert zu werden.
Vogelheim engagiert sich im Rahmen des Deutschlandstipendiums der Goethe-Universität Frankfurt am Main als Vertreterin der Projektgruppe REthink als Mentorin.
Auch nach Eintritt in den Ruhestand engagiert sie sich weiter: 2019 wurde sie zur Vorsitzenden des Fördervereins der Anlaufstelle für straffällig gewordene Frauen gewählt, eine Unterorganisation der Arbeiterwohlfahrt.

### Privates
Vogelheim ist verheiratet, hat zwei erwachsene Kinder und lebt in Frankfurt am Main.

## Veröffentlichungen

### Bücher
- Elisabeth Vogelheim (Hrsg.): Frauen am Computer. Was die neuen Technologien den Frauen bringen. Eine Einführung. Rowohlt, Reinbek bei Hamburg 1984, ISBN 3-499-15529-X. Neuauflage 1986. Inhaltsverzeichnis. (d-nb.info).
- Klaus Pumberger: Solidarität im Streik. Politische Krise, sozialer Protest und Machtfrage in Polen 1980/81. Mit einem Vorwort von Elisabeth Vogelheim und einem Nachwort von Jerzy Holzer. Campus-Verlag, Frankfurt am Main 1989, ISBN 3-593-34187-5. Inhaltsverzeichnis. (d-nb.info).
- Elisabeth Vogelheim (Hrsg.): Grenzen der Gleichheit. Frauenarbeit zwischen Tradition und Aufbruch. SP-Verlag, Marburg 1990, ISBN 3-924800-84-7. Inhaltsverzeichnis. (d-nb.info).
- mit Heide Pfarr: Zur Chancengleichheit von Frauen und Männern im Bündnis für Arbeit, Ausbildung und Wettbewerbsfähigkeit. Bericht für die Benchmarking-Gruppe. Hans-Böckler-Stiftung, Düsseldorf 2002, ISBN 978-3-935145-56-5.Inhaltsverzeichnis. (d-nb.info).
- Elisabeth Vogelheim: JAV-Wahlen nach dem Betriebsverfassungsgesetz. Wahlleitfaden. Hrsg.: Gewerkschaft Öffentliche Dienste, Transport und Verkehr. ÖTV, Stuttgart 2000, OCLC 76466815.
- Elisabeth Vogelheim: Lernen – Bildung – Subjekt – Organisation – Politik. Ein Gespräch zwischen Expertinnen und Experten im Rahmen der ÖTV-Bildungsdiskussion, 4. bis 5. Juli 2000. Hrsg.: Gewerkschaft Öffentliche Dienste, Transport und Verkehr. ÖTV, Stuttgart 2000, OCLC 315788569.
- Heide Pfarr, Elisabeth Vogelheim: Zur Chancengleichheit von Frauen und Männern im Bündnis für Arbeit, Ausbildung und Wettbewerbsfähigkeit Bericht für die Benchmarking-Gruppe. Hans-Böckler-Stiftung, Düsseldorf 2002, ISBN 978-3-935145-56-5. Inhaltsverzeichnis. (d-nb.info).

### Artikel
- Der Emanzipationsbegriff im Grundgesetz. Zur Entwicklung des Gleichberechtigungsgrundsatzes. In: Neue Gesellschaft. Band 26, Nr. 5, 1979, S. 466–468.
- Frauenarbeitsschutz – künftig überflüssig? In: Elisabeth Vogelheim (Hrsg.): Frauen am Computer. Was die neuen Technologien den Frauen bringen. Eine Einführung. Rowohlt, Reinbek 1984, S. 78–86.
- Mehr als nur ein organisationspolitisches Potential: Frau und Gewerkschaften.  Auf der Suche nach Alternativen innerhalb der Gewerkschaften. In: Werner Fiedler (Hrsg.): Gewerkschaften auf neuen Wegen. SP-Verlag Schüren, Marburg 1987, ISBN 978-3-924800-35-2, S. 96–113.
- Lohnungleichheit – „Verfassungsbruch in Permanenz“. In: Feministische Studien. 1991, S. 34–38 (degruyter.com). Inhaltsverzeichnis. (degruyter.com).
- Vom Teilen der Zeiten. In: Neue Gesellschaft. Frankfurter Hefte. Band 41, 1994, S. 736–740.
- Ausbildungsordnung. Sozialversicherungsfachangestellter, Sozialversicherungsfachangestellte. In: Gewerkschaft Öffentliche Dienste, Transport und Verkehr, Referat Berufliche Bildung (Hrsg.): Schriftenreihe Berufsbildung. Band 13. Stuttgart 1997, DNB 954409051.
- Neue Wege zur Macht – Frauen in den Gewerkschaften. In: Gewerkschaftliche Monatshefte. Band 50, Nr. 7–8, 1999, S. 488–492.
- mit Paul Soemer: Der Karrierezug fährt ohne Eltern. In: Berliner Republik. Das Debattenmagazin. März 2001 (b-republik.de).
- unter anderem mit Walter Scheel, Donata Elschenbroich, Annette Schavan: Kinder. In: Universitas. Band 671. Wissenschaftliche Verlagsgesellschaft, Stuttgart 2002.